# آدریان دومنک
آدریان دومنک (انگلیسی: Adrián Domenech؛ زادهٔ ۲۵ مارس ۱۹۵۹) بازیکن فوتبال اهل آرژانتین است.
از باشگاه‌هایی که در آن بازی کرده‌است می‌توان به باشگاه فوتبال آرژانتینوس جونیورز، باشگاه فوتبال بوکا جونیورز، باشگاه اتلتیکو ایندپندینته، و باشگاه ورزشی گنچلربیرلیغی اشاره کرد.